# سيرغي إيفانوف (سياسي)
سيرغي إيفانوف (بالإستونية: Sergei Ivanov)‏ هو سياسي إستوني، ولد في 5 يناير 1958. حزبياً، نشط في حزب الإصلاح الإستوني والحزب الديمقراطي الاجتماعي (إستونيا) وConstitution Party (Estonia) ‏. وقد انتخب عضو في ريجيكوغو خلال فترته النيابية ‏.